# Finanční úřad

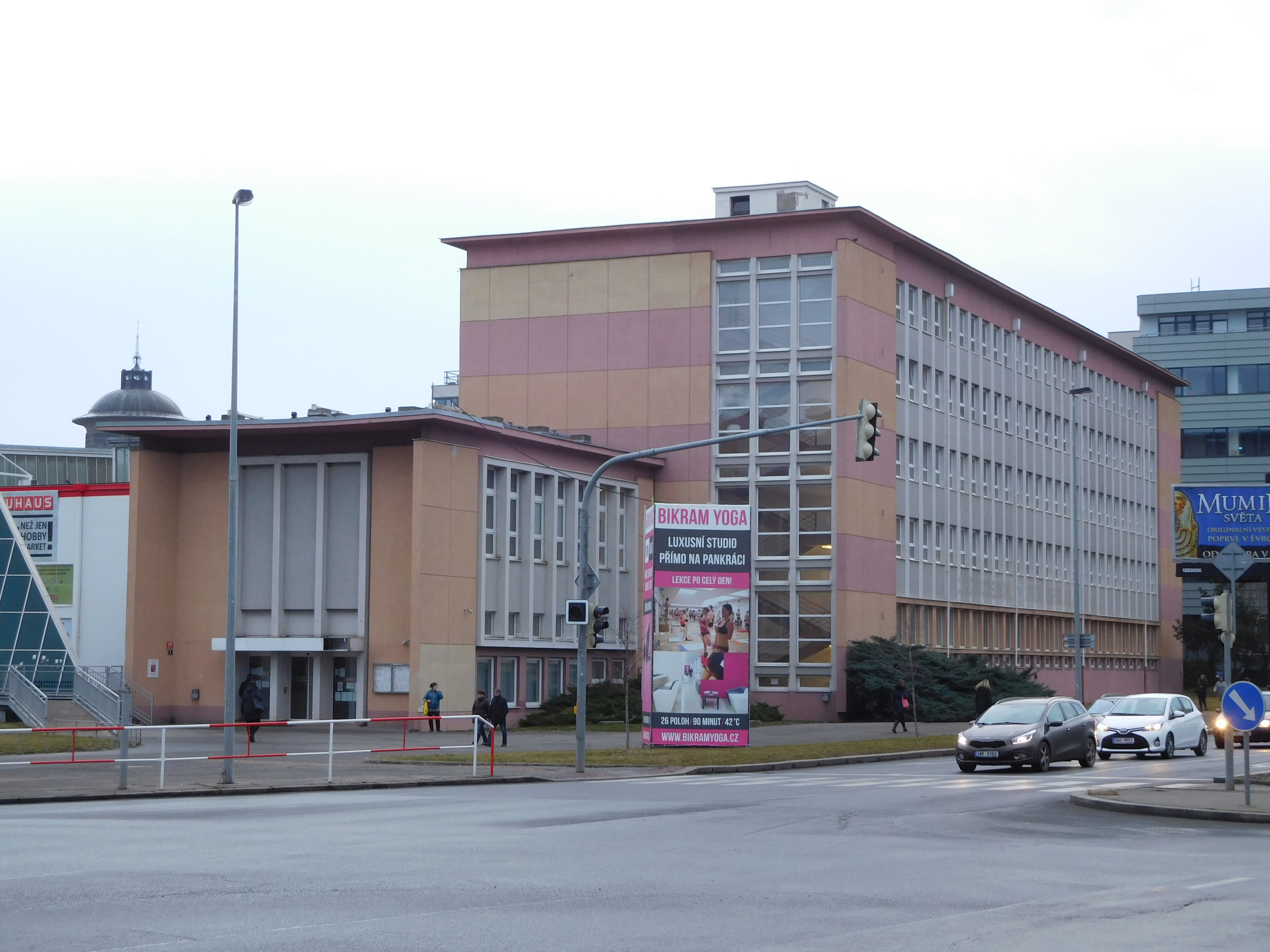
Finanční úřad pro Prahu 4

Finanční úřad, daňová agentura, nebo daňový úřad (lidově též finančák, berní úřad – berňák) je státní instituce zmocněná k získávání daňových a někdy též nedaňových příjmů včetně vybírání daní. V závislosti na jurisdikci mohou finanční služby zahrnovat výběr daně, vyšetřování daňových úniků nebo provádění auditů.

## Evropa
Asi nejúplnějším rozcestníkem finančních úřadů je stránka Intra-European Organisation of Tax Administrations (IOTA). Tato organizace sídlí v Budapešti a sdružuje evropské finanční úřady.

## Česká republika
V Česku je finanční úřad organizační složka státu, finanční orgán určený především pro správu daní. Struktura úřadů je popsána v samostatném článku Finanční správa České republiky.
Původní finanční ředitelství a jim podřízené finanční úřady byly zřízeny v roce 1991 na základě zákona č. 531/1990 Sb., o územních finančních orgánech.

## Činnosti finančního úřadu
- vykonávají správu daní, odvodů a záloh na tyto příjmy
- provádějí řízení o přestupcích v oblasti své působnosti
- vybírají poplatky, odvody, úhrady, pokuty a penále
- spravují dotace
- ukládají pokuty
- rozhodují o výši pohledávky na daních a jimi spravovaných příjmech
- na základě pověření Ministerstvem financí finanční úřady poskytují mezinárodní pomoc při správě daní a provádějí vymáhání peněžitých pohledávek